# Savoy Chapel

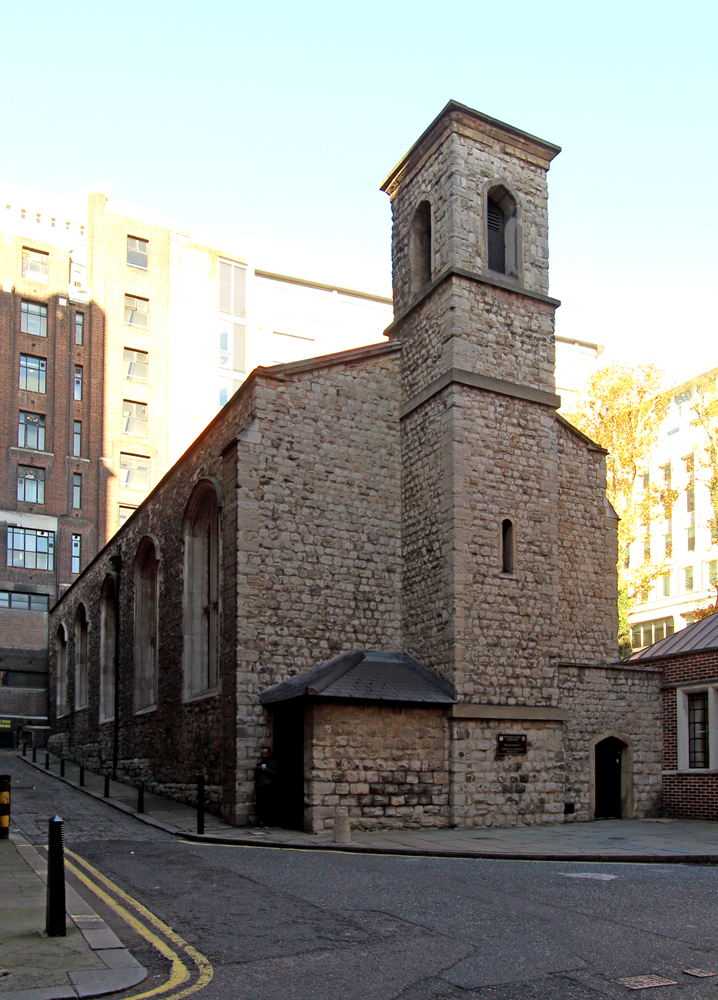
Außenansicht

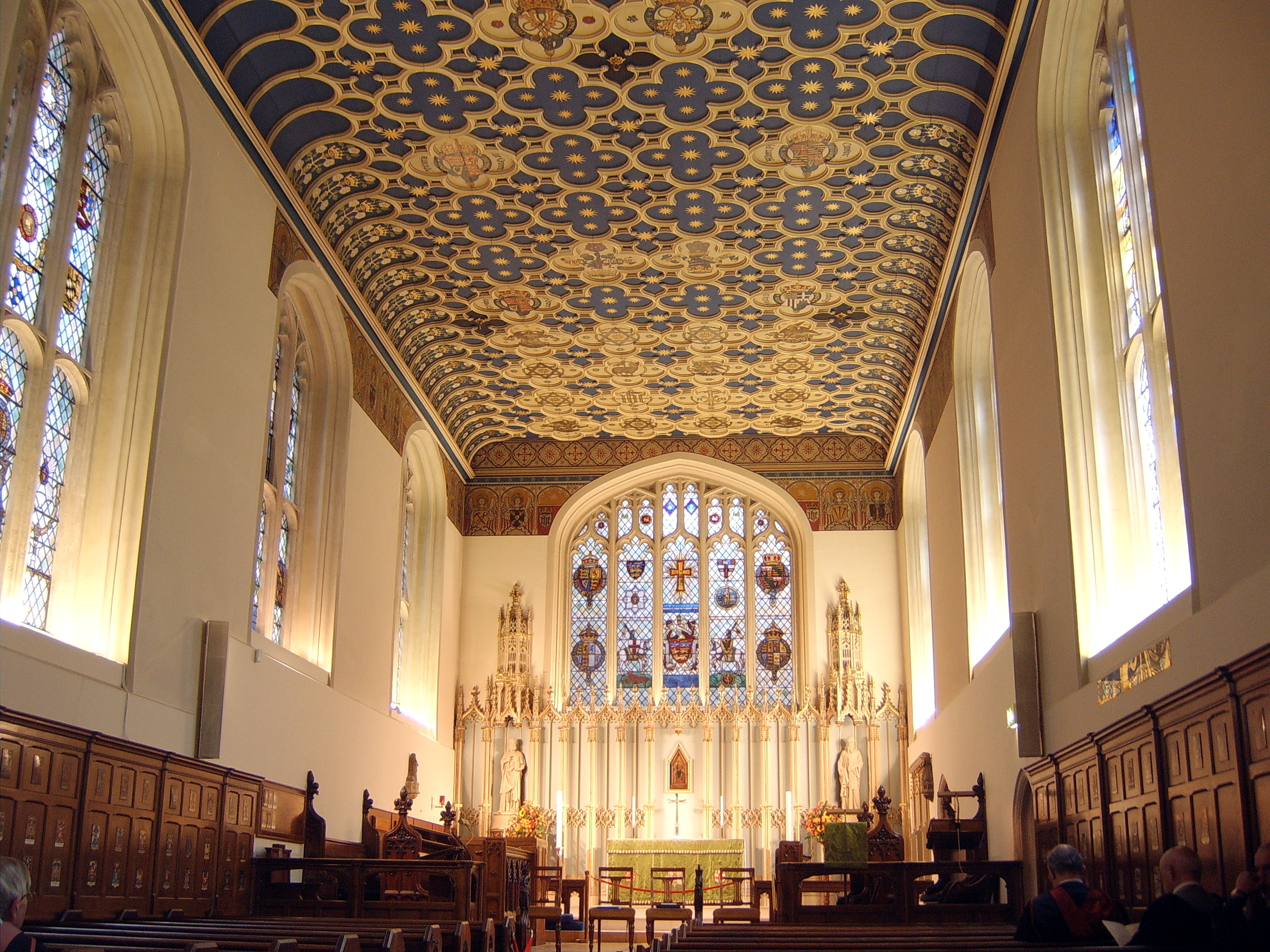
Innenraum der Savoy Chapel nach Osten

Die Savoy Chapel (eigentlich The Queen’s Chapel of the Savoy) ist eine Kapelle in London. Die als Kulturdenkmal der Kategorie Grade II* klassifizierte Kapelle befindet sich am östlichen Rand der City of Westminster am Savoy Hill an der Straße The Strand.

## Geschichte
Die Kapelle wurde im späten Mittelalter als Teil des Hospital of St John-the-Baptist erbaut, das König Heinrich VII. als Armenhaus auf dem Gelände des ehemaligen Savoy Palace gegründet hatte. Die Kapelle wurde 1512 vollendet und war Johannes dem Täufer geweiht. Nach der Auflösung des Hospitals 1702 verfiel die Kapelle. Im 18. Jahrhundert kam es wegen des Besitzes des verfallenen Anwesens zu einem langen Streit, in dem die Kapelle schließlich 1772 an das Duchy of Lancaster fiel. Um 1830 wurden die Südwand, die Fenster und der Glockenturm von Robert Smirke restauriert. Nachdem die Kapelle bei einem Brand 1864 bis auf die Außenmauern zerstört worden war, wurde sie wiederaufgebaut. Die Kapelle dient seit Ende 1937 als Ordenskapelle des Royal Victorian Order, der Kaplan der Kapelle ist gleichzeitig Ordenskaplan. Während des Blitz wurde die Kapelle 1940 beschädigt und nach dem Zweiten Weltkrieg von 1957 bis 1958 durch Arthur Knapp-Fisher erneut restauriert. Die Kapelle gehört bis heute dem Duchy of Lancaster und ist als Privatkapelle der britischen Monarchen (royal peculiar) keiner englischen Diözese unterstellt.

## Baubeschreibung
Die aus Bruchstein erbaute Kapelle ist im Perpendicular Style errichtet. Sie besteht aus einem rechteckigen Saalbau mit einem kleinen Glockenturm im Westen und besitzt auf den beiden Längsseiten vier dreibahnige Maßwerkfenster sowie ein fünfbahniges Chorfenster im Osten. Sie besitzt noch Grabdenkmäler aus dem 16. Jahrhundert sowie farbige Buntglasfenster. Die hölzerne Wandtäfelung wurde von 1938 bis 1939 angebracht, nachdem die Kapelle zur Ordenskapelle erhoben wurde. Die reich bemalte hölzerne Decke im Neo-Tudorstil wurde 1999 restauriert, zum diamantenen Kronjubiläum von Elizabeth II. erhielt ein Fenster der Westseite neue Buntglasfenster. 2013 wurde der Fußboden erneuert.